# Antošovice
Antošovice (německy Antoschowitz, polsky Antoszowice) jsou vesnice, část statutárního města Ostrava v okrese Ostrava-město, spadající do městského obvodu Slezská Ostrava. Společně s Koblovem tvoří tu část městského obvodu, jež původně náležela k Hlučínsku (resp. pruskému Slezsku). Žije zde 252 obyvatel.

## Historie

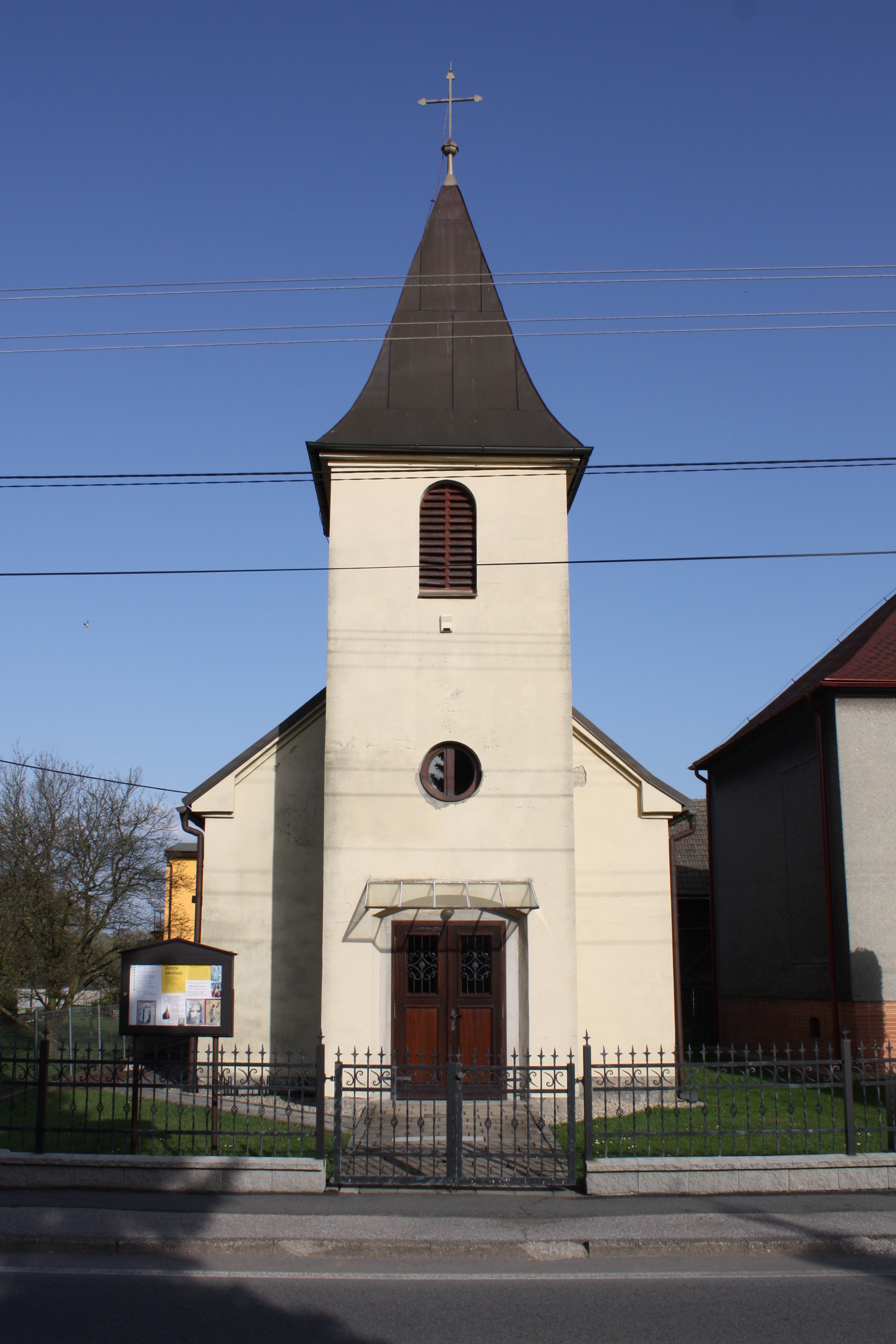
Kaple sv. Petra a Pavla na Antošovické ulici

První písemná zmínka pochází z 21. června 1714, avšak v úmrtní matrice v Hati je dne 21. ledna 1709 referováno o nové vsi (ex nova villa). Jedná se o nejmladší obec, která byla připojena k Ostravě. Malá domkářská ves byla založena na počátku 18. století na území šilheřovického panství v rámci Opavského knížectví. Originální název zněl Jantoschowitio (Jantošovice), pravděpodobně podle tehdejšího správce panství P. Jana Jantosche. Slezští osadníci (Moravci) však název pozměnili na pro ně přijatelnější Antošovice (doloženo od roku 1719). Nedaleko obce založil správce Jantosch dvůr Paseky, který až do roku 1850 tvořil součást Antošovic. Poté byly Paseky připojeny k Šilheřovicím. Po prohrané válce o Slezsko připadly Antošovice v roce 1742 Prusku. V rámci něho obec spadala zpočátku do správního obvodu Hlubčice, po roce 1818 do okresu Ratiboř, vládního obvodu Opolí a provincie Slezsko. V roce 1871 se obec stala součástí sjednoceného Německého císařství a v letech 1918-1920 krátce příslušela k Výmarské republice.
K Československu byly Antošovice připojeny zpět 4. února 1920 v rámci nově zřízeného okresu Hlučín. Původně docházely místní děti do šilheřovické školy, od roku 1873 do německé školy v Annaberku (dnešní polské Chałupki) a od roku 1920 do místní české školy (vlastní budovu však škola získala až v roce 1932). Od roku 1933 zde byla zřízena také mateřská škola. Okresní silnice do blízkého Koblova byla postavena v roce 1926. Novou kapli postavili Antošovičtí v roce 1935. Po první pozemkové reformě získala v roce 1932 obec do svého katastru 28 hektarů z katastru Šilheřovic. Po Mnichovské dohodě se stala od října 1938 součástí Třetí říše až do osvobození 1. května 1945. Roku 1955 začala na území obce intenzivní těžba štěrkopísku. Areál štěrkovny je v současnosti vyhledávaným rekreačním místem, nachází se zde také nudistická pláž. Tento areál však dle katastru nespadá pod Antošovice (část města Ostrava), ale pod Koblov (rovněž část města Ostrava). Zde přilehlá jezera jsou tak označována jako Antošovická jezera (standardizované je jméno Antošovické jezero pro nejsevernější z vodních ploch).
Do 23. dubna 1976 byla samostatnou obcí, jež je ode dne 24. dubna 1976 součástí městského obvodu Slezská Ostrava. Navzdory tomu obec dodnes v církevním členění spadá pod šilheřovickou farnost a děkanát Hlučín.

## Obyvatelstvo
| Rok            | 1869 | 1880 | 1890 | 1900 | 1910 | 1921 | 1930 | 1950 | 1961 | 1970 | 1980 | 1991 | 2001 | 2011 | 2021 |
| -------------- | ---- | ---- | ---- | ---- | ---- | ---- | ---- | ---- | ---- | ---- | ---- | ---- | ---- | ---- | ---- |
| Počet obyvatel | 127  | 132  | 130  | 111  | 111  | 142  | 158  | 193  | 219  | 233  | 248  | 407  | 280  | 294  | 252  |
| Počet domů     | 17   | 18   | 17   | 17   | 16   | 19   | 26   | 40   | 51   | 56   | 64   | 115  | 78   | 85   | 87   |

## Další části obvodu Slezská Ostrava
- Heřmanice
- Hrušov
- Koblov
- Kunčice
- Kunčičky
- Muglinov
- Slezská Ostrava